# SMAW
SMAW , MK 153 Mod 0(/smɔː/, чит. "Смо", англ. Shoulder-launched Multi-purpose Assault Weapon — багатоцільова штурмова зброя, що запускається з плеча, індекс морської піхоти MK 153 Mod 0) — американський ручний гранатомет, призначений для знищення фортифікаційних споруд, неброньованої та легкоброньованої техніки. Прийнятий на озброєння в 1984.

## Історія створення та виробництва
Гранатомет виготовляється американською компанією McDonnell Douglas Missile Systems Co. в Сент-Луїсі, штат Міссурі, на замовлення командування Корпусу морської піхоти США. В основу при створенні SMAW були покладені напрацювання за власною програмою переносної протитанкової зброї ближньої дальності (Short-Range Man-Portable Antitank Weapon Technology, скор. SMAWT), головним інженером проекту був Берні Кобб зі своїм помічником Дональдом Іфшиним, обидва з Армійської дослідницької лабораторії) був розроблений і випробуваний зразок протитанкової зброї калібром 81 мм, довжиною близько 790 мм (31 дюйм), вагою пускової труби трохи більше 3,6 кг (8 фунтів), з влитим відкритим механічним прицілом гвинтівкового типу  з 3-кратним збільшенням та далекомірною лінійкою для стрільби з плеча за цілями на відстані до 350 метрів  та початковою швидкістю польоту гранати близько 365 м/сек,  як потенційна заміна для гранат сімейства M72 . Крім описаних прицільних пристосувань, проводилися експерименти із застосування SMAWT з 1-кратним прицілом від M72A2,  3-кратним прицілом XM73,  2,5-кратним прицілом РПГ-7 . Пускова труба SMAWT виготовлялася з листкового полімерного матеріалу, армованого скловолоконною ниткою (автоматизована технологія виробництва передбачала обмотку заготівлі труби ниткою та накладення поверх неї чергового шару гарячого тонкоплівкового полімеру). Для SMAWT було розроблено модифікований підривник M530A1.

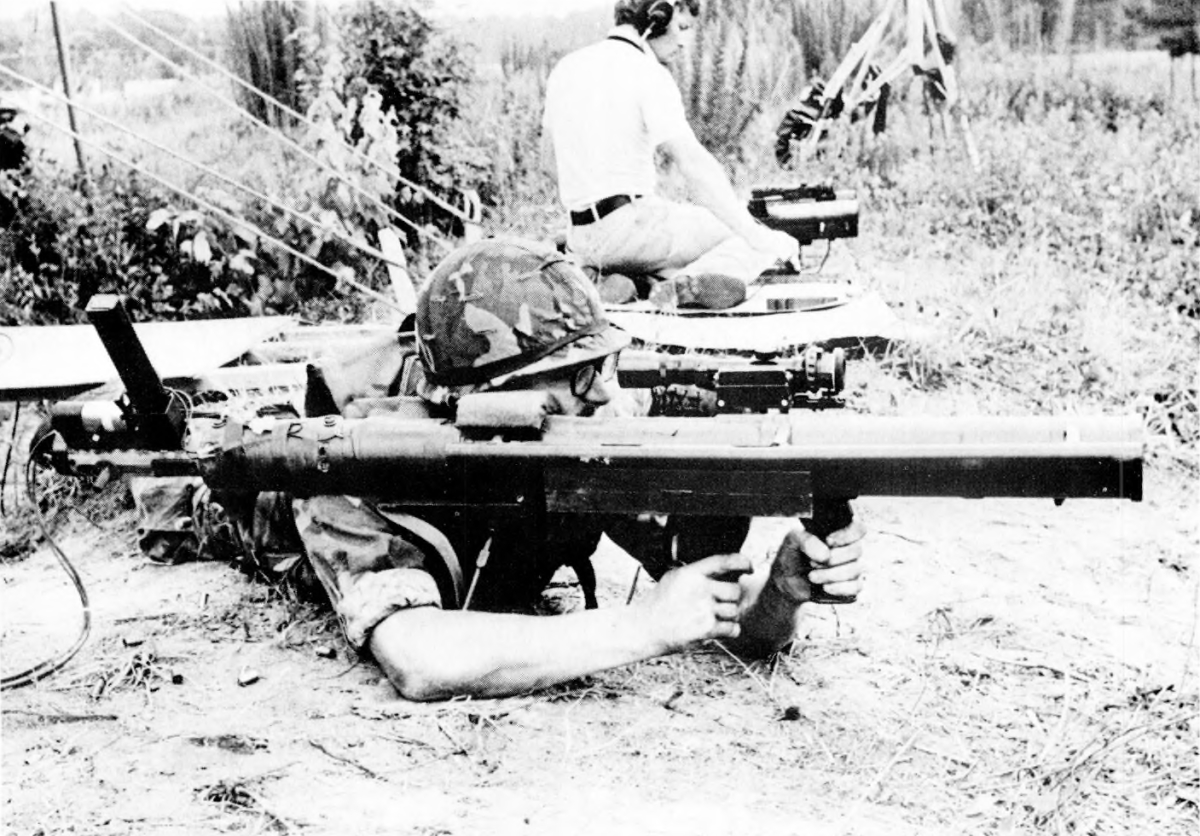
Приймальні випробування РПГ морською піхотою в Кемп-Леджен у 1982 році

Варіант SMAW, що проходив доведення та випробування у 1980-ті рр. за своїми габаритними характеристиками небагатьом відрізняється від SMAWT початку 1970-х (на кілька міліметрів коротше по довжині та товщі у діаметрі, плечовий упор іншої форми). Також при створенні SMAW були використані елементи ізраїльського ручного протитанкового гранатомета B-300, розробленого наприкінці 1970-х рр., що добре зарекомендував себе.
SMAW успішно застосовувався підрозділами морської піхоти в ході війни в Перській затоці в 1991 році, за підсумками позитивного досвіду бойового застосування зброї був замовлений в модифікованому вигляді командуванням Армії США для оснащення ним 82 повітряно-десантної дивізії. Крім MDMSC як генерального підрядника та виробника гранат, за забезпечення пусковими трубами відповідає компанія Talley Defense Systems в Месі, штат Аризона, 95 % корпусу пускової труби виготовляється з вуглецевого волокна (в п'ять разів міцнішого, ніж листова сталь) на фабриці матеріалів компанії Fiber Innovations, Inc., у Волполі, штат Массачусетс.

## Призначення

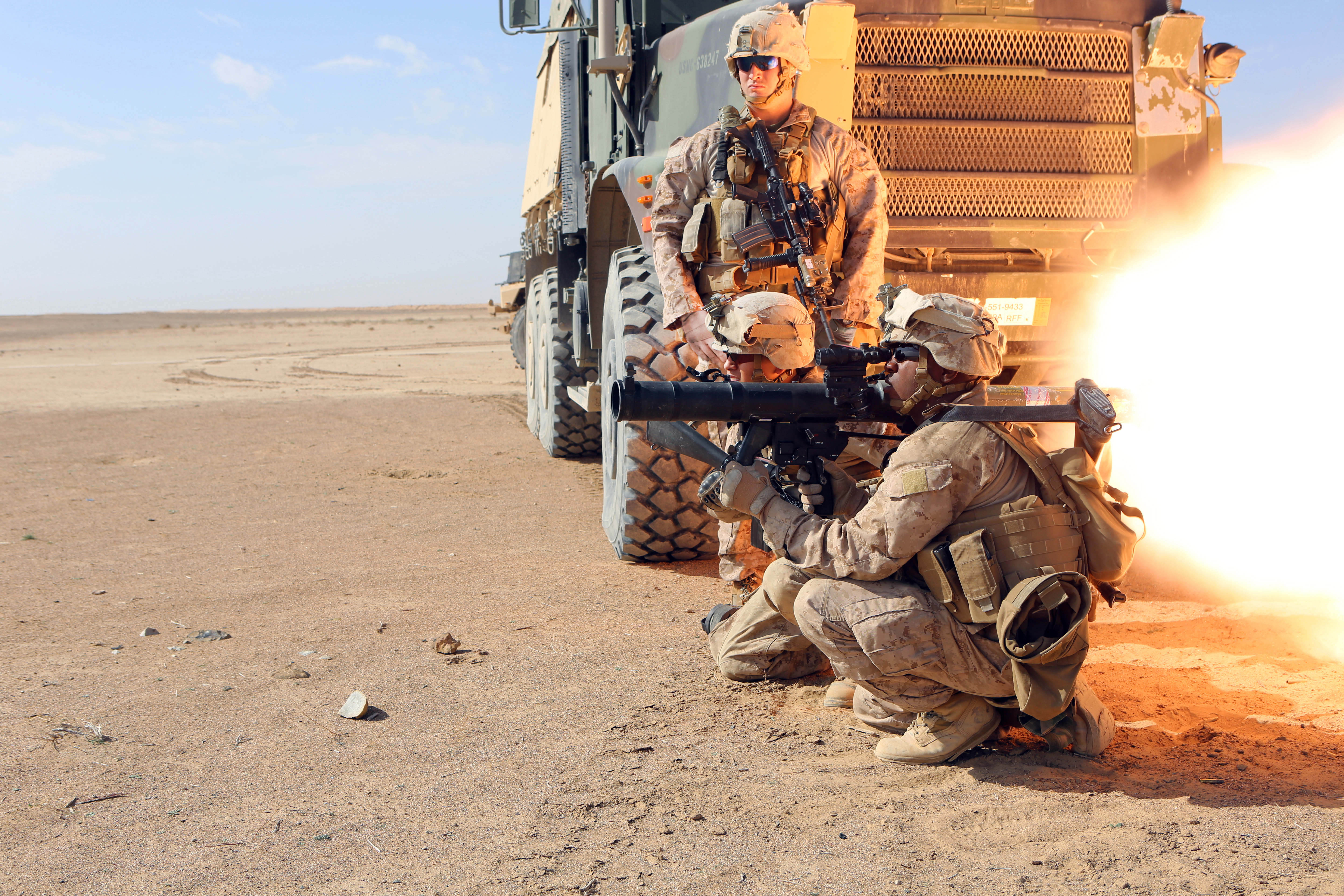
Момент пострілу

У тактичному плані передбачається використовувати гранатомет для руйнування польових фортифікаційних споруд, пророблення проходів у загородженнях, стінах будівель, знищення неброньованої та легкоброньованої техніки. Як додаткове завдання розглядається знищення броньованих цілей та довготривалих фортифікаційних споруд. Дальність ефективної стрільби із гранатомета SMAW — до 500 метрів.
Американська Військова облікова спеціальність стрільців-гранатометників офіційно називається «штурмовик-винищувач танків» (MOS 0351 Antitank Assaultman). Організаційно, стрілки-гранатометники SMAW зведені в штурмові секції (відділення) по дванадцять осіб особового складу та сержант-командир. Кожна секція у свою чергу складається з шести розрахунків-бойових двійок, у кожній двійці гранатометник і помічник-зарядний. За штатом належить шість гранатометів на одну штурмову секцію у складі взводу вогневої підтримки роти морської піхоти. Взвод вогневої підтримки існує як єдиний підрозділ тільки в адміністративно-тилових (розквартирування та забезпечення), логістичних (транспортування та постачання) та навчальних цілях (підготовка особового складу), у будь-якій іншій ситуації його особовий склад несе службу, будучи відрядженим до лінійних підрозділів. Бойові двійки діють разом із стрілецькими взводами морської піхоти, за якими вони закріплюються на час проведення тієї чи іншої операції.
В комплект до гранатомета входять: пусковий пристрій MK 153, термобарична реактивна граната MK 3, навчальна граната MK 4, 9-мм пристрілювальний патрон MK 217.

## Конструкція
У конструкції пускового пристрою SMAW гранатомета використовується давно відпрацьована в протитанкових гранатометах схема. Гладкоствольна пускова труба багаторазового використання калібру 83 мм у задній частині має розширення для відведення розширюваних газів двигуна реактивної гранати. Спусковий механізм електромагнітного типу із запобіжним пристроєм змонтований в окремому корпусі разом із пістолетною рукояткою. Зверху до пускової труби кріпиться денний оптичний приціл або універсальний нічний приціл AN/PVS-4. Прицільні пристосування крім вбудованого механічного прицілу і знімного оптичного прицілу включають пристрілочний пристрій з відокремленим магазином на 6 патронів калібру 9 мм, що являє собою алюмінієвий ствол, закріплений з правого боку пускової труби і призначений для здійснення пристрілки по цілі трасувальною кулею. Зовнішня балістика 9-мм кулі, що застосовується, схожа з балістикою 83-мм гранати на відстані не більше 250 метрів. Спочатку стрілок робить грубе наведення механічним або оптичним прицілом, потім здійснює пристрілку, після чого, скоригувавши вогонь, стріляє гранатою. Для економії часу, при стрільбі на ближніх дистанціях, пристрілювання можна знехтувати.

## Боєприпаси
Основним боєприпасом для гранатомета SMAW є термобарична реактивна граната MK 3 HEDP (англ. High-Explosive Dual-Purpose — «фугасний, подвійного призначення»), що містить 1,1 кг вибухової речовини. Підривач розрахований на миттєву детонацію при стрільбі по броньованих об'єктах та для пророблення проходів у стінах та загородженнях, або на підрив із уповільненням при ураженні неброньованих цілей та фортифікаційних споруд із земляною або піщаною обсипкою, або обкладених мішками з піском.
Кумулятивна граната HEAA (англ. High-Explosive Anti-Armor — «бронебійно-фугасний») здатна пробити до 600 мм катаної гомогенної броньової сталі.
Обидва боєприпаси мають однакову рухову частину з твердопаливним ракетним двигуном та багатолопатевим аеродинамічним стабілізатором. У бойовому положенні до пускової труби заходить лише рухова частина гранати, а бойова частина знаходиться зовні.

## Модифікації

### SMAW-D
SMAW-D (D від Disposable — «одноразовий») — полегшена протибункерна модифікація гранатомета, одноразового використання за принципом «вистрілив і викинув». По конструкції близька до РПГ AT4. Не має рукоятки та знімних оптичних прицільних пристроїв, замість них має досить примітивний механічний приціл. Важить 7,25 кг (16 фунтів) у спорядженому стані. Поставляється для десантників у заводській комплектації, у герметичній пусковій трубі у вигляді готовому до бойового застосування. Призначений для ураження інженерно-фортифікаційних споруд та вогневих точок у будинках.

### SMAW-NE
SMAW-NE (англ. Novel Explosive — "нова вибухова речовина ") — боєприпаси об'ємного вибуху, які здатні руйнувати будівлі. Застосовувалися під час останніх військових дій в Афганістані та Іраку.